# 権泰望
権 泰望（クォン・テマン、朝鮮語: 권태망/權泰望、1953年10月27日 - ）は、大韓民国の政治家。初代・第2代釜山直轄市（釜山広域市）議会議員、第16代韓国国会議員。
本貫は安東権氏。カトリック教徒。

## 経歴
ソウル出身。釜山商業高等学校（現・開成高等学校）、高麗大学校文科大学卒。延世大学校行政大学院修了、華東師範大学国際政治学博士。釜山の市議会議員を2期務め、大韓本国闘・剣道協会総裁、モダンコリア代表を歴任した。2000年の第16代総選挙では釜山市蓮堤区選挙区より出馬・当選し、国会行政自治委員会委員・院内副総務・運営委員会委員・倫理特別委員会委員、ハンナラ党中央選挙対策委員会院内対策室副室長、韓国台湾議員親善協会副会長、国会地方自治フォーラム21研究責任議員を務めた。